# 广西平果呗侬足球俱乐部
广西平果呗侬足球俱乐部，简称广西平果呗侬，是一家位于中国广西壮族自治区的一个女子足球俱乐部，目前主场设立于平果市，正参加中国足球协会女子甲级联赛。
俱乐部成立于2021年8月，成立两月后即准备参加2021年中国女乙联赛。由于时间紧张，俱乐部总经理决定以长春大众卓越U-18梯队为班底招募球员，赵岩任球队首位主教练。在联赛中俱乐部一路连胜，夺得冠军，升入女甲联赛，成为广西首支女子职业足球俱乐部。
俱乐部夺冠后，长春大众卓越U-18梯队球员转出球队，为备战2022年女甲联赛，俱乐部聘请了李华筠为主教练，并从职业联赛和本土青训重新招揽球员，王新阳、裴婷婷、何晴茵和林欣卉等球员加盟，最终球队名列联赛第11名。2023年初，俱乐部引入了三名非洲外援，意在冲击联赛前列。

## 成绩荣誉
| 赛季 | 联赛 | 联赛 | 联赛 | 联赛 | 联赛 | 联赛 | 联赛 | 联赛   | 联赛 | 足协杯 | 锦标赛 |
| 赛季 | 等级 | 赛   | 胜   | 平   | 负   | 进球 | 失球 | 积分   | 位次 | 足协杯 | 锦标赛 |
| ---- | ---- | ---- | ---- | ---- | ---- | ---- | ---- | ------ | ---- | ------ | ------ |
| 2023 | 2    | 22   | 11   | 6    | 5    | 38   | 21   | 39     | 4    | 八强   | 小组赛 |
| 2022 | 2    | 11   | 1    | 3    | 7    | 5    | 19   | 6      | 11   | 未参加 | 未参加 |
| 2021 | 3    | 6    | 6    | 0    | 0    | 23   | 2    | 不适用 | 冠军 | 无资格 | 无资格 |